# Leopold Island
Leopold Island är en ö i Kanada.   Den ligger i territoriet Nunavut, i den östra delen av landet, 2 300 km norr om huvudstaden Ottawa. Arean är 24,1 kvadratkilometer.
Terrängen på Leopold Island är lite kuperad. Öns högsta punkt är 409 meter över havet. Den sträcker sig 9,5 kilometer i nord-sydlig riktning, och 7,8 kilometer i öst-västlig riktning.
Trakten runt Leopold Island består i huvudsak av gräsmarker. Trakten runt Leopold Island är nära nog obefolkad, med mindre än två invånare per kvadratkilometer.